# Plynová lávka přes Otavu u Vrcovic
Pět kilometrů severně od Písku (Jihočeský kraji) překonává řeku Otavu u chatové oblasti Vrcovice plynová lávka. Významná je hlavně tím, že je jediným mostem přes řeku na cca 25 km dlouhém úseku – nejbližší jižním směrem je v Písku a severním směrem je až silniční most u Zvíkovského Podhradí.
Je to velký dlouhý most příhradové konstrukce s dvěma betonovými a dvěma příhradovými pilíři na obou stranách řeky. Je o něco delší než šířka řeky (jeho délka činí zhruba 170 m, šířka řeky v tomto místě je 90 m; přesah mostní konstrukce je hlavně na levém břehu). Konstrukce se mírně klene do oblouku, což zvyšuje její pevnost. Most ve svém průřezu připomíná trojúhelník; tři hlavní ocelové roury jsou spojené menšími, pod horní hlavní je zavěšeno plynové potrubí. Most je přístupný pouze pro pěší a pro cyklisty, kteří mohou použít jeho dva chodníčky (široké zhruba jeden metr), umístěné na severní a jižní straně mostní konstrukce.
Lávka byla postavena v roce 1969 (nahradila tehdejší přívoz provozovaný mlynáři z nedalekého mlýna) a opatřena nátěrem modré a později i zelené barvy, který byl obnovován velmi nestejnorodě (tj. most byl natírán vždy po částech). Roku 2007 byl celý natřen nově světle zelenou barvou, též i chodníčky, sestávající z kovových mřížových desek, byly vyměněny.
Přes most je vedena rovněž i žlutá značená turistická cesta z Vrcovic do Čížové.
Koncem roku 2019 by mělo dojít k sejmutí plynového potrubí z lávky a přesun pod dno řeky Otavy. Lávka jako taková má zůstat zachována.